# Nespereira (Guimarães)
Nespereira ist eine Gemeinde im Norden Portugals. Nespereira gehört zum Kreis Guimarães im Distrikt Braga, besitzt eine Fläche von 3,7 km² und hat 2594 Einwohner (Stand 19. April 2021). Die Gemeinde ist überwiegend städtisch geprägt.

## Bauwerke
- Casa de Sezim oder Casa Grande
- Casa do Alto